# Хороша дівчинка (фільм)
Хороша дівчинка(англ. Good Girl) - драма режисера Мігеля Артета.

## Зміст
Фільм оповідає історію життя Джастін Ласт. Жінка близько 30 років живе в глухому американському містечку десь в Техасі. Вона працює в супермаркеті, у відділі косметики. Життя її монотонне і одноманітне. Джастін одружена, дітей не має. Чоловік Філ за професією маляр, головним чином проводить час, лежачи на дивані, покурюючи марихуану з товаришем Буббою.
У супермаркеті з'являється новий касир, молодий чоловік на ім'я Том Вортер. Між ним і Джастін спочатку виникає дружба, яка поступово переростає в роман. Том називається Голденом, і вважає себе реінкарнацією головного героя роману «Ловець у житі». Коханці зустрічаються в мотелі за містом. Том пропонує Джастін кинути все і втекти з ним з міста. Проте несподівано помирає її близька подруга Гвен, і Джастін після цього довго залишається в смутку. Крім того, у Тома немає ні гроша і їм не буде на що жити. Джастін ретельно приховує свій роман від усіх, але турбується, що друг Філа Бубба про все дізнається. Бубба закоханий у Джастін і за мовчання вимагає сексу із ним. 
Філ, стурбований тим, що у них немає дітей, здає на аналіз свою сперму, і одночасно з'ясовується, що Джастін вагітна. Аналіз показує, що Філ безплідний, і Джастін змушена збрехати чоловікові ніби це помилка, і вагітність від нього. Тим часом у супермаркеті відбувається крадіжка. Викрадено 15 000 доларів, і злочинець забув у замку сейфа ключі: це ключі Тома. Джастін викликає поліція для дачі свідчень, але вона ні в чому не зізнається і не розповідає про їхній роман. Відразу після дачі показань Джастін несподівано зустрічає Тома, який переховується від поліції. Він каже Джастін, що у нього тепер є гроші і вони можуть бігти. Джастін повертається додому, швидко збирає валізу і прямує в мотель. На половині шляху Джастін змінює своє рішення, повертається назад і повідомляє поліції, де ховається її коханець.
Незабаром по телевізору показують репортаж про спробу поліції взяти Тома. Відмовившись здатися, він покінчив життя самогубством. Супермаркет повертається до звичайної роботи. Проходить якийсь час, і в сім'ї Джастін і Філа народжується дитина.

## Ролі
| Актор             | Роль                |
| ----------------- | ------------------- |
| Дженніфер Еністон | Джастін Ласт        |
| Джейк Джилленгол  | Том "Голден" Вортер |
| Джон Рейлі        | Філ Ласт            |
| Джон Керролл Лінч | Джек                |
| Тім Блейк Нельсон | Бубба               |
| Зоуї Дешанель     | Шеріл               |
| Майк Вайт         | Корні               |
| Дебора Раш        | Гвен Джексон        |
| Еймі Гарсія       | медсестра           |

## Знімальна група
- Режисер — Мігель Артета
- Сценарист — Майк Вайт
- Продюсер — Меттью Грінфілд, Керол Баум, Кірк д'Аміко
- Композитор — Тоні Максвел, Джеймс О'Брайен, Марк Ортон, Джой Варонкер